# فيبي هيرش
فيبي هيرش (بالإنجليزية: Phoebe Hirsch)‏ هي ناشِطة أمريكية، ولدت في 5 ديسمبر 1945 في نيويورك في الولايات المتحدة.